# UFC Fight Night: Lewis vs. Browne
UFC Fight Night: Lewis vs. Browne（ユーエフシー・ファイトナイト：ルイス・バーサス・ブラウン、別名UFC Fight Night 105）は、アメリカ合衆国の総合格闘技団体「UFC」の大会の一つ。2017年2月19日、カナダ・ノバスコシア州ハリファックスのスコシアバンク・センターで開催された。

## 大会概要
本大会ではデリック・ルイスとトラヴィス・ブラウンによるヘビー級戦が組まれた。

## 試合結果

### アーリープレリム
第1試合 ミドル級 5分3R
○  ジェラルド・マーシャート vs.  ライアン・ジェーンズ ×
1R 1:34 腕ひしぎ十字固め

### プレリミナリーカード
第2試合 ミドル級 5分3R
○  チアゴ・サントス vs.  ジャック・マーシュマン ×
2R 2:21 TKO（右ホイールキック→パウンド）
第3試合 バンタム級 5分3R
○  アイマン・ザハビ vs.  レジナルド・ヴィエラ ×
3R終了 判定3-0（30-27、29-28、29-28）
第4試合 女子ストロー級 5分3R
○  ランダ・マルコス vs.  カーラ・エスパルザ ×
3R終了 判定2-1（28-29、29-28、29-28）
第5試合 ウェルター級 5分3R
○  サンチアゴ・ポンジニッビオ vs.  ノーディン・タレブ ×
3R終了 判定3-0（29-28、29-28、29-28）

### メインカード
第6試合 ライト級 5分3R
○  ポール・フェルダー vs.  アレッサンドロ・リッチ ×
1R 4:44 TKO（左肘→パンチ連打）
第7試合 63.2kg契約 5分3R
○  サラ・マクマン vs.  ジーナ・マザニー ×
1R 1:14 肩固め
※マザニーの体重超過により女子バンタム級から変更。
第8試合 ミドル級 5分3R
○  イライアス・テオドロウ vs.  セザール・フェレイラ ×
3R終了 判定3-0（30-27、29-28、29-28）
第9試合 フェザー級 5分3R
○  ギャビン・タッカー vs.  サム・シシリア ×
3R終了 判定3-0（30-27、30-27、30-27）
第10試合 ミドル級 5分3R
○  ジョニー・ヘンドリックス vs.  ヘクター・ロンバード ×
3R終了 判定3-0（30-27、30-27、29-28）
第11試合 ヘビー級 5分5R
○  デリック・ルイス vs.  トラヴィス・ブラウン ×
2R 2:49 KO（右ストレート→パウンド）

### 各賞
ファイト・オブ・ザ・ナイト： デリック・ルイス vs. トラヴィス・ブラウン
パフォーマンス・オブ・ザ・ナイト： ポール・フェルダー、チアゴ・サントス
各選手にはボーナスとして5万ドルが授与された。

### カード変更
負傷などによるカードの変更は以下の通り。